# 國立高雄餐旅大學
國立高雄餐旅大學，簡稱高餐大或高餐，始於1995年商轉的國立高雄餐旅管理專科學校，歷經數次改組及更名，2010年後更為現名，現有組織包含餐旅、觀光、國際、廚藝4個學院。近幾年產生相當多負面新聞而影響校譽。

## 學校簡介
按官方記述，最早可追溯至1992年8月行政院核定成立國立高雄餐旅管理專科學校並正式運作於1995年8月，另在1996年2月招收第一批二專學生。2000年8月改制為國立高雄餐旅學院，2年後再加設四技學制，再受高雄市政府委託在2005年8月辦理高雄市立餐旅國民中學。至2010年改名成國立高雄餐旅大學，初期設立餐飲創新研發碩士、國際觀光學士、國際廚藝學士等學位學程，原受委辦的餐旅國中在2015年轉為國立高雄餐旅大學的附屬中學，全名國立高雄餐旅大學附屬餐旅高級中等學校。

## 校長
| 任別 | 姓名   | 任內簡要概述 |
| ---- | ------ | --- |
| 1    | 李福登 | 已歿的創校校長，建立學校時，學校是台灣唯一的餐旅學校，任內將其成長成亞洲第一的餐旅學校。被校方認為對台灣餐旅服務產業具有貢獻。     |
| 2    | 容繼業 | |
| 3    | 林玥秀 | |
| 代理 | 孫路弘 | |
| 代理 | 楊政樺 | |
| 4    | 陳敦基 | 任內有招生率下降，全台灣唯一未通過校務評鑑等問題，被懷疑辦學績效不彰、辦理採購招標案未依法辦理、寒暑假期間使用公務名義探親等議題。 |

### 改選校長議題
陳敦基爭取連任失敗。後續在2025年辦理校長改選期間發生爭議，部分候選人產生學歷造假的議題及性騷擾的議題等，2025年6月13日的遴選結果是候選人均未當選，暫由代理校長代理職務至2025年8月1日。

## 學術單位
| 餐旅學院 | 餐旅管理研究所 | 旅館管理系           |
| 餐旅學院 | 餐飲管理系     | 餐旅暨會展行銷管理系 |

| 觀光學院 | 觀光研究所           | 旅運管理系       |
| 觀光學院 | 航空暨運輸服務管理系 | 休閒暨遊憩管理系 |

| 廚藝學院 | 飲食文化暨餐飲創新研究所 | 中餐廚藝系 |
| 廚藝學院 | 西餐廚藝系               | 烘焙管理系 |
| 廚藝學院 | 餐飲廚藝科（五專部）     |            |

| 國際學院 | 應用英語系                     | 應用日語系           |
| 國際學院 | 國際觀光學士學位學程           | 國際廚藝學士學位學程 |
| 國際學院 | 國際觀光餐旅全英文碩士學位學程 |                      |

| 共同教育委員會 | 通識教育中心 | 師資培育中心 |

## 交通

### 高雄捷運
- 高雄捷運紅線R3小港站→轉乘紅1公車

### 高雄市公車
| 編號         | 客運業者 | 路線                         | 停靠站                 |
| ------------ | -------- | ---------------------------- | ---------------------- |
| 30           | 港都客運 | 小港站－長庚醫院             | 高雄餐旅大學（營口路） |
| 69A 小港幹線 | 港都客運 | 小港站－高雄火車站           | 高雄餐旅大學（營口路） |
| 69B 小港幹線 | 港都客運 | 小港站－明鳳三路－高雄火車站 | 高雄餐旅大學（營口路） |
| 紅1          | 港都客運 | 捷運小港站－高雄餐旅大學     | 高雄餐旅大學           |

## 爭議事件

### 侵害愛滋學生受教權
2004年時國立高雄餐旅學院強制新生入學體檢項目中包含「愛滋」一項，某位罹患愛滋的新生因此被要求先辦理休學，等到「治癒」以後再回來復學。該生未辦理註冊，並且怕家人發現，獨自在高雄打工生活，之後才以成績不好被退學為理由，回到家中。
而此事發生後引起各媒體及民間團體的關注。其中民生報更指出：「根據陽明大學愛滋病防治及研究中心教授陳宜民的調查，全台高達99所大專院校訂有含愛滋在內的法定傳染病學生管理相關條文，其中高達97所、佔有學校98%的處理方式是勒令休學或定期停學。」可看出國立高雄餐旅學院拒絕學生入學並非個案，且無疑嚴重侵害愛滋病患者的受教權。
嗣後，教育部公布「各級學校防治後天免疫缺乏症候群處理要點」，要求「各級學校對經確認或疑似受感染者，不得藉故要求學生退學、轉學、休學、退休、離職、不得到校或記過等處分，也不能藉故取消學生實習資格。」以及學校宿舍、學生隱私等相關規定。
國立高雄餐旅學院為因應教育部所公布之該要點，遂召開「衛生與健康教育委員會會議」，並決議採免費自願篩檢的方式實行。
之後高雄餐旅學院將愛滋患者從「不得」改為「不宜」報考，並取消學則第20條：「學生有左列情形之一者，應另休學：二、有嚴重傳染性疾病，經公立醫院或校醫認為有礙公共衛生者。」的規定。對此衛生署疾病管制局組長楊世仰則認為，愛滋病傳染途徑特殊，只要遵守專業處理程序，即使是接觸經常刀具及爐火的廚師，也同樣沒問題。對此愛滋感染者權益促進會呼籲行政機關拿出行政魄力。

### 學生實習爭議
2016年7月起，有兩名三年級的此校學生受校方安排至台中永采烘焙坊實習，但數月下來工時過長且工作的環境苛刻又薪水刻意給低，兩位學生無法負荷決定提前結束實習。烘培坊業者因此指責學生以及校方對於實習工作的處理態度不佳，將提告要求兩位學生賠償業者在交接工作不完整導致的損失各59萬元。此事於2017年2月被媒體廣為報導，永采實習被指為血汗店家，引起民間輿論及政府重視。教育部技職司在事發後一個月內將清查所有學校的實習環境，台中市政府勞工局則在調查後依照違反勞基法對永采開罰100萬元新台幣。校方在溝通後決定將兩位學生轉往台中金典酒店與台中日月千禧酒店實習，校方主秘石名貴表示對此次事件於校方內部進行調查檢討。

## 外部連結
- 國立高雄餐旅大學 （页面存档备份，存于）
- 校園資訊網 （页面存档备份，存于）
- 國立高雄餐旅大學 學生會 （页面存档备份，存于）
- 國立高雄餐旅大學 校友會全球總會 （页面存档备份，存于）
- 國立高雄餐旅大學 校刊
- 國立高雄餐旅大學 電子報
- 國立高雄餐旅大學 新聞集錦